# جو ستورك
جو ستورك (بالإنجليزية: Joe Stork)‏ ناشط سياسي أمريكي ونائب المدير التنفيذي لقسم الشرق الأوسط وشمال إفريقيا في منظمة هيومن رايتس ووتش. وهو خبير في قضايا حقوق الإنسان بالمنطقة. قبل انضمامه إلى هيومن رايتس ووتش في عام 1996، شارك في تأسيس «مشروع بحوث ومعلومات الشرق الأوسط» وكان رئيس تحرير دورية «تقرير الشرق الأوسط – ميدل إيست ريبورت»، وهي مجلة تصدر كل شهرين. قام جو ستورك بكتابة كتب عديدة ونشر مقالات عن الشرق الأوسط وحاضر في عدد من الجامعات والمحافل العامة في شتى أنحاء العالم. سبق أن تطوع جو ستورك ضمن فريق حفظ السلام في تركيا وهو حاصل على ماجستير في العلاقات الدولية ودراسات الشرق الأوسط من جامعة كولومبيا.